# Iglesias rupestres de Ivanovo
Las iglesias rupestres de Ivanovo son un grupo de iglesias, capillas y monasterios tallados en la roca, situados cerca de la población de Ivanovo, a 16 km de la ciudad de Ruse, en la provincia del mismo nombre de Bulgaria. Sus coordenadas son 43°43′N 25°58′E / 43.717, 25.967. Las iglesias se encuentran a lo largo de las elevadas orillas rocosas del río Rusenski Lom, a 32 metros sobre el nivel del agua. Fueron declaradas Patrimonio de la Humanidad por la Unesco en 1979.

## Historia
Hacia 1220, Joaquín, futuro patriarca de Bulgaria, funda la primera comunidad monacal en las cuevas de la región. Hasta el siglo XVII, los monjes excavaron sus celdas, iglesias y capillas en la roca. De esta manera se construyeron cuarenta iglesias y unos trescientos edificios en total, muchos de los cuales no se conservan.
Durante el Segundo Imperio búlgaro, varios monarcas, como Iván Asen II (1218–1241) e Iván Aleksandăr (1331–1371), hicieron donaciones al complejo, como ponen de manifiesto los numerosos retratos en las iglesias. Durante los siglos XIII y XIV, la relación de los monasterios con la nobleza de la capital Veliko Tarnovo fue también intensa. Fue uno de los centros del hesicasmo en Bulgaria durante el siglo XIV, pero comenzó a decaer gradualmente en los primeros siglos de la ocupación otomana de Bulgaria.

## Arte
El complejo monacal debe su fama a sus frescos de los siglos XIII y XIV conservados en cinco de las iglesias, considerados ejemplos extraordinarios del arte búlgaro medieval. Los frescos se encuentran en la Capilla del Arcángel Miguel (la Iglesia Enterrada), el baptisterio, la capilla Gospodev Dol, la Iglesia de San Teodoro (la Iglesia Demolida) y la de la Santa Madre de Dios. Los frescos del siglo XIV de esta última se encuentran entre los ejemplos más representativos del arte paleológico.
También se han conservado muchas inscripciones antiguas, entre las que destaca la famosa inscripción indentada del monje Ivo Gramatik de 1308–1309.